# Honicknowle
Honicknowle – dzielnica miasta Plymouth, w Anglii, w Devon, w dystrykcie (unitary authority) Plymouth. W 2011 miejscowość liczyła 13 939 mieszkańców. Honicknowle jest wspomniana w Domesday Book (1086) jako Hanechelole/Hanenchelola.